# Santa Maria Maggiore
Santa Maria Maggiore ("Den store Mariakirke", også kaldet Basilica Liberiana) er en basilika i Rom. Kirken, som blev grundlagt år 432, er den nyeste af de fire hovedbasilikaer (basilicae maiores) i Rom (med Peterskirken i Vatikanstaten). Kirken er viet til jomfru Maria.
Den første kirke på stedet blev rejst omkring år 350 af pave Liberius 1., deraf tilnavnet Basilica Liberiana. Den blev finansieret af en romersk patricier og hans kone, som var barnløse og ønskede at give deres formue til jomfru Marias ære. Sagnet siger, at hun viste sig for dem i en drøm og bad dem om at bygge en kirke. Det sneede i august, den varmeste måned i Rom, og sneen markerede omridset på bygningen, som skulle rejses. Det fejres hvert år under festen for "Vor frue af sneen" den 5. august. Under festmessen i basilikaen kastes hvide rosenblade ned fra taget. De skal forestille sne.
Kirken blev restaureret og antagelig næsten fuldstændigt genopbygget af pave Sixtus 3. for at fejre erklæringen fra koncilet i Efesos i 431 om, at Maria fødte Gud. Den blev slemt beskadiget ved et jordskælv i 1348 og restaureret nogle år senere.
I 1347 lod Cola di Rienzo, søn af en romersk krovært, sig krone til Roms "folketribun" i Santa Maria Maggiore. Han forlangte, at magten over Italien ikke længere skulle ligge hos pave, kejser eller adel, men hos det romerske folk, som først lod sig rive med af hans revolutionære budskab, som også indeholdt planer for en gennemgribende ændring af retsvæsen, forsvar og sociale forhold. Adel og gejstlighed og til sidst også folket vendte sig mod ham, og han blev myrdet på Kapitolhøjen. Hans lig blev brændt på et bål af tidsler og asken spredt for alle vinde. 
Wagner har skrevet en opera om ham.
Mellem år 1268 og 1953 var Santa Maria Maggiore sæde for den latinske patriark af Antiokia. Den sidste patriark var Roberto Vincentini. Da han døde i 1953, udpegedes ingen efterfølger, og embedet blev afskaffet i 1964. En af de latinske patriarker var Giovanni Battista Pamphili, som i 1644 blev pave Innocens X.